# Ana Cristina Botero
Pour les articles homonymes, voir Botero.
Ana Cristina Botero Cadavid (née à Medellín en 1968) est une actrice colombienne, principalement active dans le monde de la télévision, mais aussi avec la participation à quelques pièces de théâtre et films colombiens.

## Carrière professionnelle
Ana Cristina est la fille de l'acteur, librettiste et réalisateur Jaime Botero Gómez  , la nièce de l'actrice Dora Cadavid  et la sœur des acteurs Óscar et María Cecilia Botero. Elle a fait ses débuts à la télévision très jeune dans la telenovela Lejos del nido , mettant en vedette sa sœur María Cecilia et réalisée par son père Jaime. Après être restée très active au théâtre, elle revient à la télévision en 1987 pour intégrer le casting de la telenovela Destinos Cruzados, une production mettant à nouveau sa sœur en vedette . Deux ans plus tard, elle apparaît dans la série Los dueños del poder, partageant le casting avec Luis Eduardo Arango, Víctor Mallarino et sa sœur María Cecilia.
Botero débute les années 1990 en rejoignant le casting de la telenovela à succès La casa de las dos palmas de Manuel Mejía Vallejo, avec Gustavo Angarita, Vicky Hernández et Edmundo Troya. La même année, elle joue dans la série Por qué mataron a Betty si era tan buena muchacha? Depuis 1992, elle faisait partie de la distribution régulière de la série humoristique Vuelo secreto, jouant Silvia . Au nouveau millénaire, elle fait des apparitions dans les séries El precio del silencio (2002) et A.M.A. La Academia (2003) avant de déménager au Chili avec son mari ,. Ana Cristina a un fils, nommé Santiago Barón Botero, qui est très fier de la carrière artistique de sa mère, sa tante, María Cecilia, et son grand-père, Jaime .

## Filmographie

### Télévision
Botero a participé aux émissions et séries télévisées suivantes :
- 2017 : Infieles (dernier épisode : Radio taxi)
- 2012-2016 : Mujeres al límite : divers personnages
- 2009 :  Hilos de amor [9]
- 2003 :  A.M.A. La Academia
- 2002 :  El precio del silencio : Mireya Botero
- 1992 :  La 40, la calle del amor
- 1992 :  Vuelo secreto
- 1991 :  La casa de las dos palmas : Laura Gómez
- 1990 :  Herencia maldita
- 1990 :  ¿Por qué mataron a Betty si era tan buena muchacha?
- 1989 :  Los dueños del poder
- 1987 :  Alma Fuerte
- 1987 :  Destino
- 1987 :  Destinos cruzados
- 1986 :  Huracán
- 1984 :  Las estrellas de las Baum
- 1978 :  Lejos del nido

## Films
Elle est également apparue dans les films suivants, :
- 2020 : No Andaba Muerto, Estaba de Parranda : Lucy
- 2019 : Feo pero sabroso : Canosa de la calva

## Théâtre
Plus récemment, elle a participé aux pièces suivantes, : 
- 2021 : Caliente Caliente 2
- 2019 : Caliente Caliente